# Williams Reyes
Williams Enrique Reyes Rodríguez (La Ceiba, 29 ottobre 1976) è un calciatore salvadoregno, attaccante del Chalatenango.

## Caratteristiche tecniche
È una punta centrale.

## Carriera

### Club
Nel 2000, dopo aver giocato al Deportes Savio, si trasferisce al Dragón. Nel 2001 passa al FAS. Dopo quattro anni, nel 2005 viene acquistato dall'Isidro Metapán. Nel 2009 torna al FAS. Nel gennaio 2014 passa al Dragón. Nel gennaio 2015 si trasferisce all'Águila. Nel gennaio 2016 viene ceduto alla Juventud Independiente. Nell'estate 2016 si accasa al Luis Ángel Firpo. Nel gennaio 2017 viene acquistato dal Chalatenango.

### Nazionale
Ha debuttato in Nazionale il 14 giugno 2008, in Panama-El Salvador (1-0). Ha partecipato, con la Nazionale, alla Gold Cup 2009. Ha collezionato in totale, con la maglia della Nazionale, 18 presenze.